# Teresa Fioroni

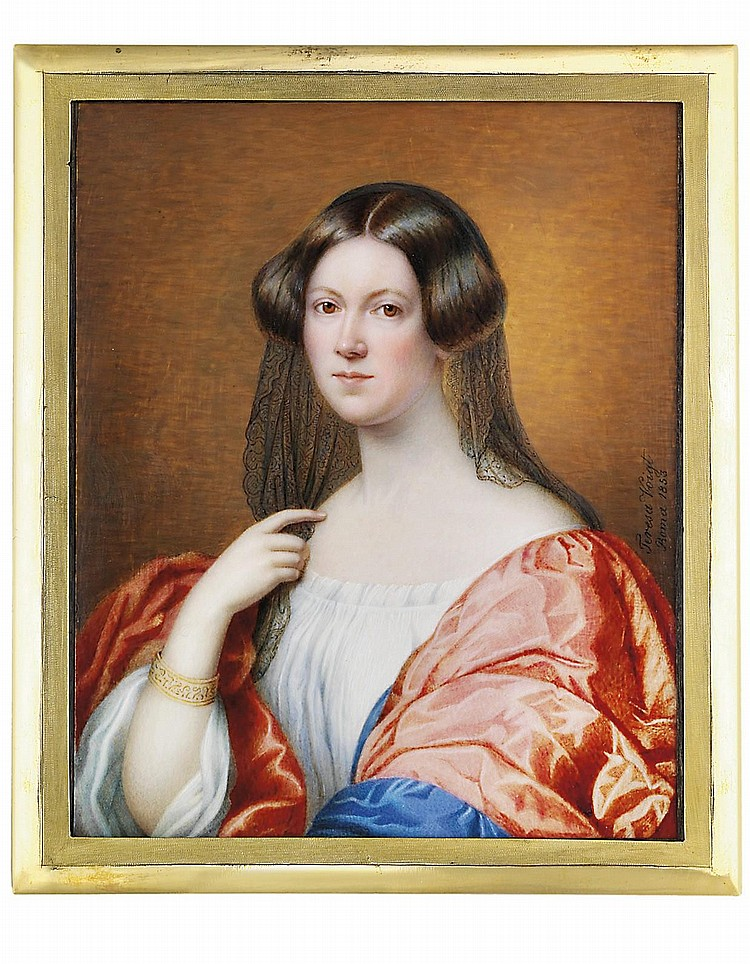
Un'opera firmata "Teresa Voigt Roma 1853"

Teresa Fioroni-Voigt (2 febbraio 1799 – Perugia, 19 settembre 1880) è stata una pittrice italiana specializzata in miniature su avorio.

## Biografia
Teresa Fioroni nacque da Nicola Fioroni e Anna Rosa Pigliucci nel febbraio 1799, in una località ignota (con altre fonti che attesterebbero un errato 1810 come data di nascita).
L'inizio della sua formazione come pittrice non è documentato, ma è noto che Domenico Del Frate, pittore dell'epoca, visse gli ultimi due anni della propria vita (1820–1821) in via Sistina 68, a Roma, nello stesso edificio in cui abitava la famiglia Fioroni e fu suo maestro.
Secondo Hauser, Fioroni inizialmente si dedicò a dipingere ritratti a olio, finché sua madre non obiettò la scelta di questa tecnica per gli effetti negativi che poteva produrre sulla salute di sua figlia. Perciò Fioroni cominciò a creare miniature e tra il 1820 e il 1830 divenne un'artista affermata e ricevette riconoscimenti per le sue opere. Tra le opere realizzate a Roma si ricordano il primo di una serie di autoritratti e copie di opere attribuite a Tiziano e altri artisti.

### Monaco
Il 30 marzo 1830, Fioroni sposò un incisore berlinese di nome Carl Friedrich Voigt (1800–1874), che sarebbe diventato un medaglista presso la zecca reale del Regno di Baviera. Nel maggio 1839, i coniugi si trasferirono a Monaco di Baviera, dove Fioroni-Voight avrebbe dato alla luce i suoi figli Carolina e Ludovico.
Sono noti una corrispondenza privata (ospitata nella Biblioteca vaticana) e 30 ritratti in miniatura (conservati dall'Accademia di San Luca) a firma di Fioroni-Voigt, che rendono possibile rievocare la vita e la carriera dell'artista romana.
Tra le opere realizzate a Monaco si annoverano da un lato ritratti della famiglia reale bavarese, nonché membri della nobiltà ed esponenti della politica locale; dall'altro ritratti del marito e dei due figli. Alla residenza bavarese risalgono con tutta probabilità altre copie in miniatura di altri artisti quali Raffaello e van Dyck.
La maggioranza delle opere dell'artista sono andate perdute e sono note solo tramite citazioni o lettere. Tra queste risulta l'unico ritratto noto della baronessa Bayersdoff (1831). Nei trenta pezzi conservati dall'Accademia di san Luca figurano un ritratto di due ragazze affacciate sulla basilica di san Pietro (ora in collezione privata), nonché un ritratto di una ragazza vestita di rosso e di una ragazza dal cappello verde (ora nella collezione Ferdinand Spiegel a Vienna). Le miniature della pittrice, per quanto è noto agli studiosi, sono tutte realizzate su avorio. Negli ultimi anni in Bavaria la sua produzione rallentò significativamente e potrebbe essersi dedicata soprattutto a ritratti familiari.

### Roma
Nel 1857 la famiglia tornò a vivere a Roma; dal 1858 al 1865 risiedette in via delle Tre Cannelle, 93.
Nel 1860, sua figlia Carolina sposò lo scultore Francesco Fabi Altini (1830–1906) e la coppia andò a vivere per molti anni con i genitori della donna; Fioroni-Voigt colse l'occasione per realizzare due ritratti delle figlie di Carolina, Silvia e Augusta, prima che quest'ultima morisse prematuramente nel 1874.

### Perugia
Nel 1874, morì altresì il marito a Trieste. Poco dopo, la vedova Fioroni si trasferì a Perugia, dove sarebbe morta nel settembre 1880.

## Opere (parziali)
Delle sue numerose opere, la maggior parte sono andate perdute e sono note solo attraverso riferimenti scritti.

### Ritratti in miniatura
- Autoritratto (più copie)
- Ritratto di Luigi I (re di Baviera)
- Ritratto di Teresa (regina di Baveria; replicato per adornare gioielli)
- Ritratto di Matilde (principessa di Baveria)
- Ritratto di Adelgunda (principessa di Baveria)
- Ritratto della Baronessa Bayersdoff
- Ritratto di due giovani donne
- Ritratto di giovane donna vestita di rosso
- Ritratto di giovane donna con grande cappello verde

#### Ritratti familiari
- Ritratto di C. Fóigt (marito)
- Ritratto di Carolina (figlia)
- Ritratto di Ludovico (figlio)
- ritratti delle sorelle e del cognato
- Ritratto di Marietta Capogrossi (figlia della sorella Angela)
- Ritratto di Silvia (nipote)
- Ritratto di Augusta (nipote)

### Copie in miniatura
- Aurora di G. Reni
- La Bella di Tiziano
- La Schiava di Tiziano
- Sibilletta di G.F. Romanelli (già attribuita a G. Cagnacci)
- Madonna di casa Tempi di Raffaello
- Maria Luisa de Tassis di A. van Dyck
- Ritratto virile di A. van Dyck

## Altri personaggi
- Wikimedia Commons contiene immagini o altri file su Teresa Fioroni